# 奧博揚
51°13′N 36°15′E / 51.217°N 36.250°E
奧博揚（羅馬化：Oboyan）是俄羅斯庫爾斯克州南部的一個城市，位於普肖爾河畔，距庫爾斯克以南60公里。2002年人口14,618人。
奧博揚於1639年建立，1779年正式建市。